# All Rise (album de Blue)
Pour les articles homonymes, voir All Rise.
Albums de Blue
One Love
(2002)
Singles
1. All Rise
Sortie : 21 mai 2001
2. Too Close
Sortie : 27 août 2001
3. If You Come Back
Sortie : 12 novembre 2001
4. Fly by II
Sortie : 18 mars 2002
5. Best in Me
Sortie : 18 août 2002

All Rise est le premier album du boys band anglais Blue, sorti le 26 novembre 2001 au Royaume-Uni et le 27 avril 2004 aux États-Unis. L'album a atteint la 1re place des charts britanniques et la 147e place en France. Il a été certifié quadruple disque de platine au Royaume-Uni.

## Sortie et réception

### Accueil critique
L'album a reçu des critiques positives ou moyennes. Sharon Mawer, de AllMusic, donne une note de 3,5 sur 5. Pour lui, ils chantent « comme s'il y avait de vrais sentiments, et c'est peut-être ce qui différencie Blue de ses pairs »,. Andre Paine de NME donne la moyenne à l'album. S'il apprécie les deux premiers singles et le titre This Temptation, il regrette que « pour ne pas s'aliéner une seule adolescente, il y [ait] la traditionnelle bouillie de boys band »,.

### Accueil commercial
Après le succès de ses premiers extraits, All Rise entre directement en deuxième position des meilleures ventes d'album au Royaume-Uni. C'est après la sortie du single Fly By II que l'album atteint la première place des classements, près de six mois après sa sortie.
L'album se classe 2e des meilleures ventes d'album en Nouvelle-Zélande, 4e en Belgique néerlandophone, 9e au Danemark, 28e en Norvège, 31e en Australie et 147e en France.

## Singles
All Rise est le premier single du groupe, sorti en mai 2001. Le single a atteint la 4e place du UK Singles Chart, à la 3e place du Top 40 australien, 1re place en Nouvelle-Zélande et la 5e place en Irlande. La chanson a reçu une certification d'argent pour des ventes de plus de 200 000 exemplaires au Royaume-Uni.
Too Close, sorti en août 2001. Le deuxième single, sorti en août 2001. La chanson est une reprise du hit numéro un du groupe de R&B américain Next. Le single a culminé à la première place du UK Singles Chart, la cinquième place du Top 40 australien, à la première place en Nouvelle-Zélande et à la 17e place en Irlande. La chanson a reçu une certification d'argent pour des ventes de plus de 200 000 exemplaires au Royaume-Uni.
If You Come Back, sorti en novembre 2001. Le troisième single, sorti en novembre 2001. Le single a atteint la 1re place du UK Singles Chart. La chanson a été produite par le producteur Ray Ruffin et co-écrite par Nicole Formescu, Ray Ruffin, Lee Brennan et Ian Hope. La chanson a reçu une certification d'argent pour des ventes de plus de 200 000 exemplaires au Royaume-Uni.
Fly By II est sorti en mars 2002 en tant que quatrième single. Le single a atteint un sommet de 6e place au UK Singles Chart, 9e en Nouvelle-Zélande, 16e en Irlande et 23e en Belgique. La chanson a reçu une certification d'argent pour des ventes de plus de 200 000 exemplaires au Royaume-Uni.
Best in Me, sorti comme cinquième single en août 2002, mais uniquement en Australie, en Nouvelle-Zélande et aux Philippines. Le single a culminé à la 10e place du classement néo-zélandais, devenant l'un des singles les plus réussis de Blue en Océanie. Un clip vidéo a été enregistré et a ensuite été utilisé pour promouvoir l'album de compilation du groupe, Best of Blue.

## Liste des pistes
| 1.    | All Rise                   | Mikkel S. Eriksen, Tor Erik Hermansen, Hallgeir Rustan, Simon Webbe, Daniel Stephens                                               | Stargate                          | 3:43 |
| 2.    | Too Close                  | Kier Gist, Darren Lighty, Robert Huggar, Raphael Brown, Robert Ford Jr., Denzil Miller, James B. Moore, Kurtis Walker, Larry Smith | Ray Ruffin                        | 3:45 |
| 3.    | This Temptation            | Eliot Kennedy, Steve Richards, Lee Ryan, Antony Costa, Duncan James, Simon Webbe                                                   | Steelworks, Dancin' Danny D       | 3:35 |
| 4.    | If You Come Back           | Nicole Formescu, Lee Brennan, Ray Ruffin, Ian Hope                                                                                 | Ray Ruffin                        | 3:27 |
| 5.    | Fly By                     | Mikkel S. Eriksen, Tor Erik Hermansen, Hallgeir Rustan, Simon Webbe                                                                | Stargate                          | 3:46 |
| 6.    | Bounce                     | Mikkel S. Eriksen, Tor Erik Hermansen, Hallgeir Rustan, Simon Webbe                                                                | Stargate                          | 3:52 |
| 7.    | Long Time                  | Nicole Formescu, Ray Ruffin, Ian Hope, Simon Webbe, Antony Costa                                                                   | Ray Ruffin                        | 4:14 |
| 8.    | Make It Happen             | Wayne Hector, Jan Kask, Peter Mansson, Ali Tennant                                                                                 | Stargate, Jan Kask, Peter Mansson | 3:14 |
| 9.    | Back to You                | Simon Webbe, Lee Ryan, Duncan James, Antony Costa, Ray Ruffin, Ian Hope                                                            | Ray Ruffin, Pete Craigie          | 3:04 |
| 10.   | Girl I'll Never Understand | Gary Barlow, Tim Woodcock | Steelworks, Pete Craigie          | 3:26 |
| 11.   | Back Some Day              | Mike Terry, Tim Woodcock | Steelworks, Pete Craigie          | 4:00 |
| 12.   | Best in Me                 | Jem Godfrey, Bill Padley | Jem Godfrey, Bill Padley          | 3:11 |
| 43:17 |                            | |                                   |      |

## Classements et certifications
| Classement (2001–02)             | Meilleure position |
| -------------------------------- | ------------------ |
| Allemagne (Media Control AG)     | 68                 |
| Australie (ARIA)                 | 31                 |
| Belgique (Flandre Ultratop)      | 4                  |
| Danemark (Tracklisten)           | 9                  |
| Écosse (OCC)                     | 6                  |
| Europe (European Top 100 Albums) | 8                  |
| France (SNEP)                    | 147                |
| Irlande (IRMA)                   | 5                  |
| Japon (Oricon)                   | 218                |
| Malaisie (IFPI)                  | 5                  |
| Norvège (VG-lista)               | 28                 |
| Nouvelle-Zélande (RIANZ)         | 2                  |
| Portugal (AFP)                   | 30                 |
| Royaume-Uni (UK Albums Chart)    | 1                  |
| Turquie (Nielsen SoundScan)      | 27                 |

| Classement (2001)             | Position |
| ----------------------------- | -------- |
| Irlande (IRMA)                | 3        |
| Royaume-Uni (UK Albums Chart) | 16       |

| Classement (2002)             | Position |
| ----------------------------- | -------- |
| Belgique (Flandre Ultratop)   | 55       |
| Royaume-Uni (UK Albums Chart) | 26       |

| Classement (2000–09)          | Position |
| ----------------------------- | -------- |
| Royaume-Uni (UK Albums Chart) | 91       |

### Certifications
| Région                                                                                                 | Certification | Ventes/Streams |
| --- | ------------- | -------------- |
| Australie (ARIA)                                                                                       | Or            | 35 000^        |
| Danemark (IFPI)                                                                                        | Or            | 25 000^        |
| Irlande (IRMA)                                                                                         | 3 × Platine   | 45 000x        |
| Nouvelle-Zélande (RMNZ)                                                                                | 2 × Platine   | 30 000^        |
| Royaume-Uni (BPI)                                                                                      | 4 × Platine   | 1 200 000^     |
| Résumé                                                                                                 |               |                |
| Europe (IFPI)                                                                                          | Platine       | 1 000 000*     |
| *Ventes selon la certification ^Mise en rayon selon la certification xNon précisé par la certification |               |                |